# Coptocercus shutae
Coptocercus shutae là một loài bọ cánh cứng trong họ Cerambycidae.